# Euryloque
 (janvier 2010).
Si vous disposez d'ouvrages ou d'articles de référence ou si vous connaissez des sites web de qualité traitant du thème abordé ici, merci de compléter l'article en donnant les références utiles à sa vérifiabilité et en les liant à la section « Notes et références ».
 (novembre 2024).

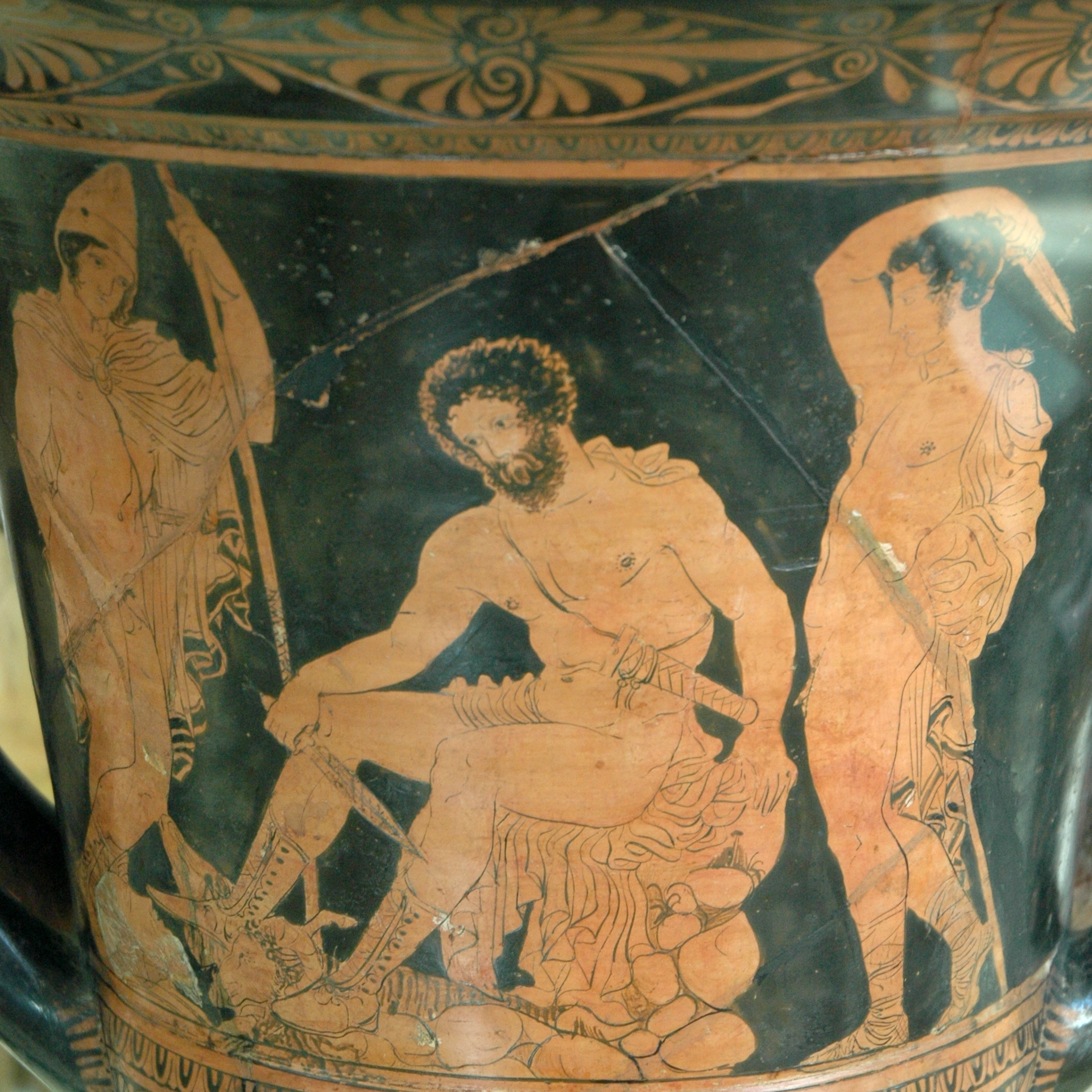
Ulysse et Euryloque (à gauche), cratère en calice à figures rouges lucanien, vers -380, Cabinet des médailles de la BNF (Paris).

Dans la mythologie grecque, Euryloque (en grec ancien Εὐρύλοχος / Eurúlokhos) est un compagnon d'Ulysse dans l’Odyssée d’Homère et son bras droit lors du retour pour l’île d’Ithaque, après la guerre de Troie. Il est aussi l'époux de la sœur d'Ulysse, Ctimène, et donc son beau-frère. Il apparaît comme un personnage peu courageux et fauteur de troubles.

## Dans l'Odyssée

### ChantIX
Euryloque fait partie des douze hommes accompagnant Ulysse dans la grotte de Polyphème, qui les y enferme et dévore six de leurs compagnons avant qu'ils n'arrivent à s'échapper.

### ChantX
Dans le chant X, Ulysse et ses compagnons rencontrent les Lestrygons, géants cannibales qui dévorent plusieurs de ses hommes avant de détruire onze de ses douze navires en jetant d'énormes rochers depuis les falaises. Seul le navire du roi d'Ithaque et son équipage, dont Euryloque, échappent à l'attaque.
Lors de l'escale sur l'île d'Ééa, Euryloque mène un groupe de vingt-deux hommes (la moitié de l’équipage) jusqu’au palais de la magicienne Circé. Il est témoin de la transformation de ses compagnons en porcs par la magicienne et court prévenir Ulysse. Terrorisé, il refuse de risquer sa vie pour sauver ses compagnons métamorphosés. Ulysse lui confie la garde du navire tandis qu’il part en direction du palais de Circé, dont il résiste au sortilège grâce aux instructions d’Hermès. Circé redonne alors leur aspect humain aux hommes d’Ulysse et l'invite lui et son équipage à demeurer sur l'île avec elle. Quand il retourne au bateau, il est insulté par Euryloque, toujours méfiant de Circé, et Ulysse envisage de le tuer, mais ils sont séparés par leurs compagnons. Leur séjour sur Ééa dure une année.

### ChantXII
Euryloque s'occupe avec Périmède de ficeler Ulysse au mât de leur bateau pour que ce dernier puisse écouter le chant charmant et mortel des sirènes, alors que le reste de l’équipage a les oreilles bouchées par de la cire pour ne pas être tenté. Après l’épreuve de Charybde et Scylla, le navire d'Ulysse reste bloquer sur l'île de Trinacrie où paissent les bœufs du dieu du Soleil Hélios. En dépit des avertissement du roi d'Ithaque, rappelant le conseil de Tirésias de ne pas toucher aux bovins sacrés, Euryloque convainc d’autres compagnons affamés de s'attaquer au troupeau, ce qui provoque la colère d'Hélios. Le dieu demande vengeance auprès de Zeus qui, au moment du départ, détruit leur navire dans un orage. À l'exception d'Ulysse, tout l'équipage dont Euryloque périt dans le naufrage.

### Sources antiques
- Homère, Odyssée [détail des éditions] [lire en ligne].